# Alcaudete de la Jara
Alcaudete de la Jara è un comune spagnolo di 1 897 abitanti situato nella comunità autonoma di Castiglia-La Mancia.